# August Sedláček

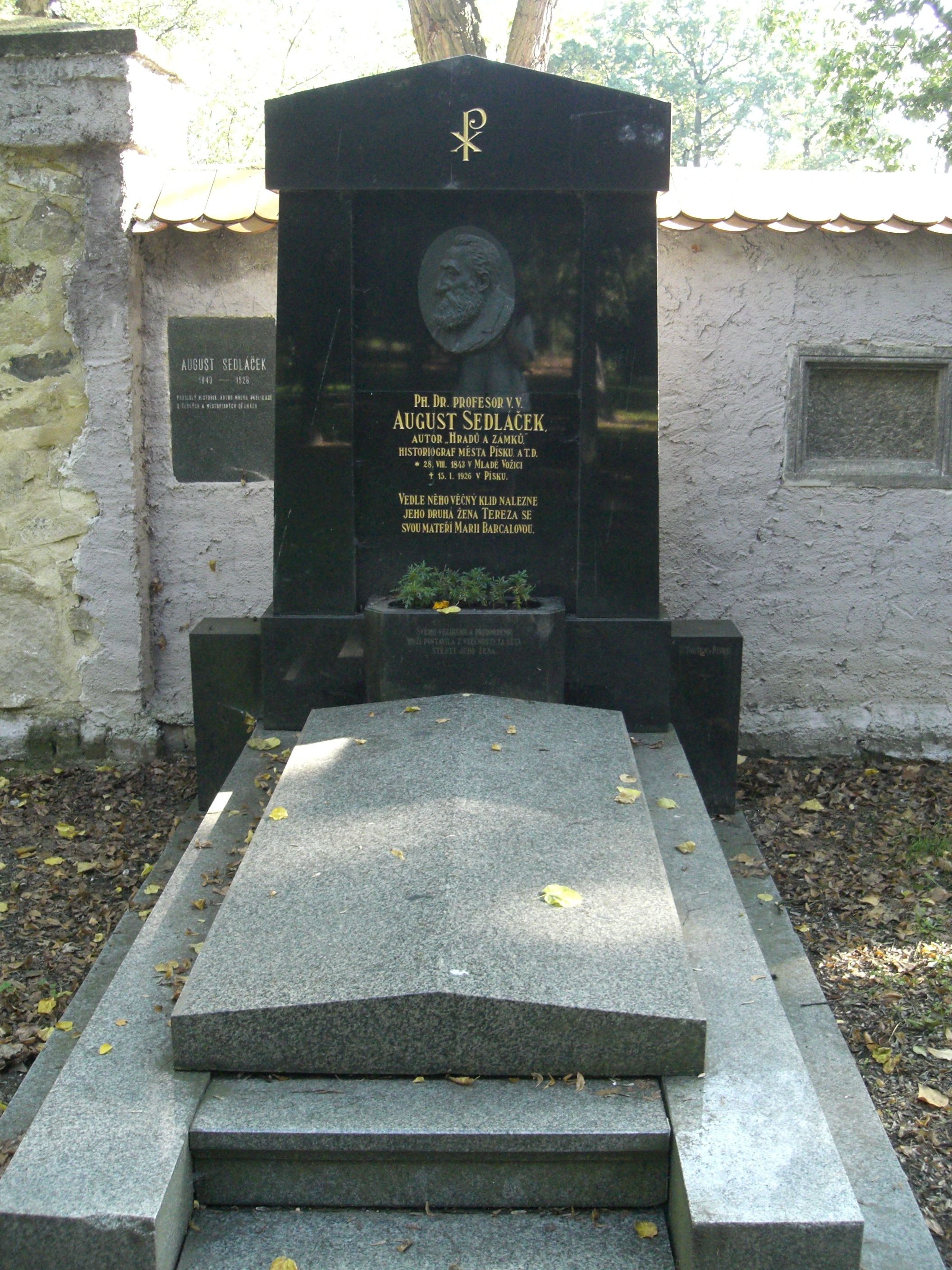
Grób Augusta Sedláčka na byłym cmentarzu w Písku

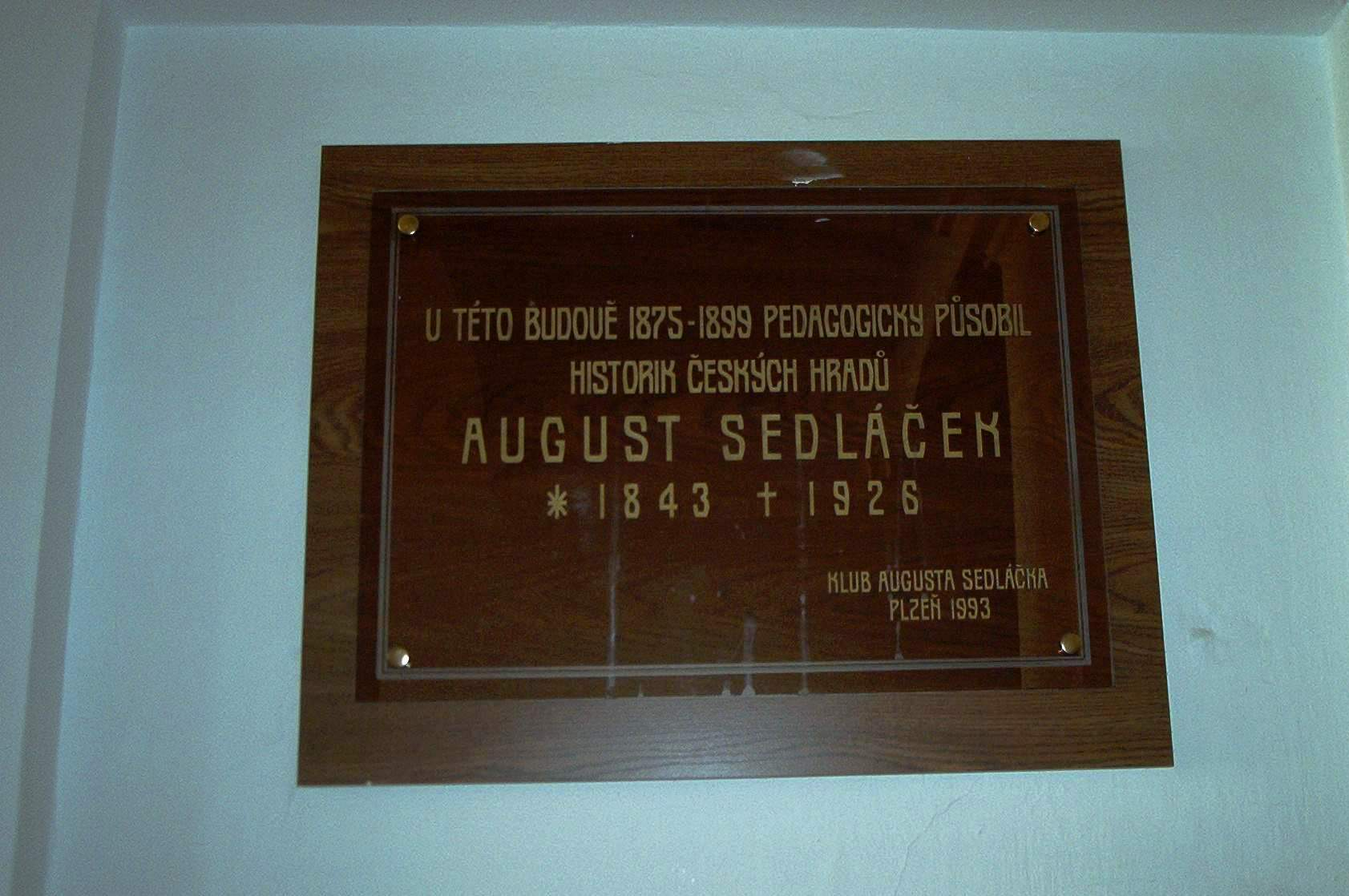
Tablica pamiątkowa w Taborze

August Sedláček (ur. 28 sierpnia 1843 w Mladej Vožice, zm. 15 stycznia 1926 w Písku) – czeski historyk, genealog, sfragistyk i heraldyk.
Uczęszczał do gimnazjum w Písku, gdzie w 1863 zdał maturę. W latach 1863–1867 studiował na Wydziale Filozoficznym Uniwersytetu Karola. Następnie pracował jako nauczyciel historii (początkowo także łaciny, czeskiego i niemieckiego) w Litomyšlu (1867–1869), Rychnovie nad Kněžnou (1869–1875) i w Táborze (1873–1899). W Rychnovie nad Kněžnou w 1871 ożenił się z Ernestiną Hlavatą. Po śmierci żony w 1899 przeszedł na emeryturę i przeniósł się do Písku, gdzie pracował jako miejski archiwista. W 1922 ożenił się z nauczycielką Terezą Barcalovą.
August Sedláček przez całe życie gromadził wiele wypisów. Głównym jego dziełem była praca o zamkach Królestwa Czeskiego Hrady, zámky a tvrze království Českého, którą przygotowywał przez 20 lat. Ze względów edytorskich jej publikacja zakończyła się po śmierci autora. Jego prace zawierają mnóstwo dat i z tego względu zachowują wartość do dziś. W latach 2001–2005 wydano zachowane w rękopisie Atlasy herbów i pieczęci czeskiej i morawskiej średniowiecznej szlachty (Atlasy erbů a pečetí české a moravské středověké šlechty)

## Publikacje
- Hrady, zámky a tvrze království Českého I–XV (1882–1927)
- Sbírka pověstí historických lidu českého v Čechách, na Moravě a ve Slezsku (1898)
- Českomoravská heraldika (tom 1 zaczął pisać Martin Kolář, dokończył Sedláček) I–II (1902–1925)
- Místopisný slovník historický království Českého (1908)
- Dějiny královského krajského města Písku nad Otavou I–III (1911–1913)
- Snůška starých jmen, jak se nazývaly v Čechách řeky, potoky, hory a lesy (1920)
- O starém rozdělení Čech na kraje (1921)
- Paměti a doklady o staročeských mírách a váhách (1923)
- Atlasy erbů a pečetí české a moravské středověké šlechty 1–5 (2001–2003)